# Penelope (groupe)
Pour les articles homonymes, voir Pénélope (homonymie).
Penelope est un groupe de punk rock canadien, originaire du Québec. Il est formé en 1999 et dissous en 2002.

## Biographie
Au début de 1999, Francis Bédard, Julie Berthold et Éric Roberge tous trois issus de la formation Beefriendz forment le groupe Penelope dans le but de chanter un punk rock en français québécois. 
Cette même année, le 19 août 1999, le groupe publie son premier album studio, J'ai fait fuir la visite. Le groupe obtient un succès certain avec la reprise Rémi ainsi que leurs chansons Rien à comprendre et Pawn Shop. Ils ont vendu plus de 5 000 exemplaires de leur premier album avec l'aide du label Union Label Group. Rémi est une reprise du thème de la série d'animation des années 1980, Rémi sans famille. Puisque le groupe avait changé quelques mots de la chanson originale, les créateurs du dessin animé leur ont demandé de retirer la chanson de l'album. C'est pourquoi la reprise de Penelope n'apparait que sur la première série d'impression du disque.
Pour son deuxième album, le groupe fait appel à Dave Smalley (Down by Law) comme producteur, et Brian Baker (de Bad Religion, également fondateur des groupes Minor Threat et de Dag Nasty),. Enregistré à Washington D.C. aux Inner Ear Studios, l'album, intitulé Face au silence du monde, est publié en 2001, et regroupe une douzaine de morceaux « aux textes bien tournés et aux refrains accrocheurs, livrés avec l’énergie qui caractérise le trio », selon voir.ca. L'album est aussi édité aux États-Unis.
En 2002, le groupe se sépare. Francis part définitivement avec son cousin Éric Fortier fonder le groupe Les Pistolets Roses, Éric et Julie forment Éric Panic. 

## Membres
- Francis Bédard - voix, basse
- Julie Berthold - guitare, voix, violon
- Éric Roberge - batterie